# Marcos da Barca de Odemira
Os Marcos da Barca de Odemira, igualmente conhecidos como Padrões da Barca de Passagem do Rio Mira ou Cais das Barcas, são um monumento na vila de Odemira, na região do Alentejo, em Portugal. Consistem em dois padrões, um em cada lado do Rio Mira, que serviam como ponto de amarração para uma barca que fazia a travessia do rio. O sistema funcionou pelo menos desde o século XVI, embora os padrões tenham sido construídos apenas em 1672. A barca foi encerrada nos finais do século XIX, quando foi substituída por uma ponte rodoviária.

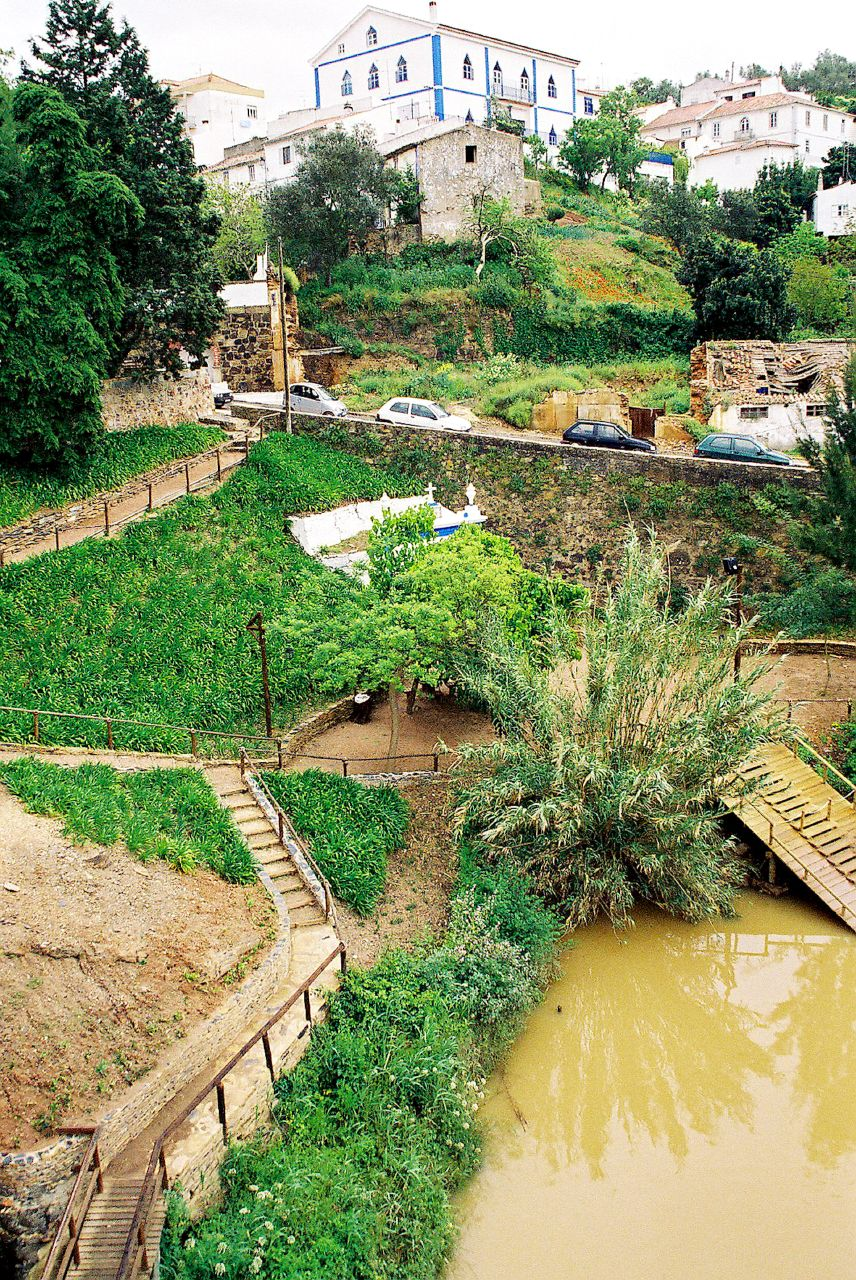
Marco na margem direita. Enquanto que o outro padrão ergue-se de forma autónoma, este está encostado à ravina.

## Descrição
Os marcos estão situados junto à ponte metálica, no interior da vila de Odemira, estando integrados na União de Freguesias de São Salvador e Santa Maria. Consistem em duas pequenas estruturas, uma em cada margem do Rio Mira, que serviam para amarrar os cabos, aos quais estava presa uma barca que atravessava o rio. Numa margem ficava a vila de Odemira em si, enquanto que no outro lado iniciava-se a estrada para São Teotónio e outros locais. Este sistema consistia em três cabos, um em linho que impedia que a embarcação fosse levada pela corrente, e outros dois que eram puxados da margem ou da barca, permitindo que esta se movesse. A embarcação em si consistia num estrado, que tinha aproximadamente a forma de um alqueire.
Os padrões integram-se na arquitectura tradicional da região, com influências barrocas. Estão construídos em alvenaria de pedra rebocada e caiada, apresentando várias semelhanças com as estruturas religiosas conhecidas como alminhas. Apresentam um só pano, aberto por um arco de volta perfeita, onde se situa o antigo ponto de fixação da roldana e do sarilho, aos quais estavam ligados os cabos. Ambas as estruturas são rematadas por frontões de forma triangular, com cruzes e urnas nos acrotérios. Na sua obra Portugal antigo e moderno, publicada em 1875, o historiador Pinho Leal relata que a barca «offerece passagem livre e gratuita, a todos os passageiros, cargas e gados, de dentro e de fora do concelho, a  todas as horas do dia e da noite».
O padrão na margem esquerda possui esta inscrição: «HV PN HVA AV MA PELA ALMA DE / QVEM DEIXOV ESTA BARCA / MANDOU FAZER ESTE PADRA/O O DTOR JOAO DA ROCHA PINTO / PDOR DA COMARCA DA CIDADE / DE BEJA DE 1672» (Um padre-nosso e uma avé-maria pela alma de quem deixou esta barca. Mandou fazer este padrão o Dr. João da Rocha Pinto, provedor da comarca da cidade de Beja de 1672).
Os dois marcos de amarração dos cabos são os únicos sobreviventes do antigo sistema para a travessia do rio, constituindo um monumento histórico de Odemira, e um testemunho deste meio de transporte, que durante vários séculos fez parte do quotidiano das populações. Os marcos não estão oficialmente classificados, mas estão integrados na área protegida do Parque Natural do Sudoeste Alentejano e Costa Vicentina.

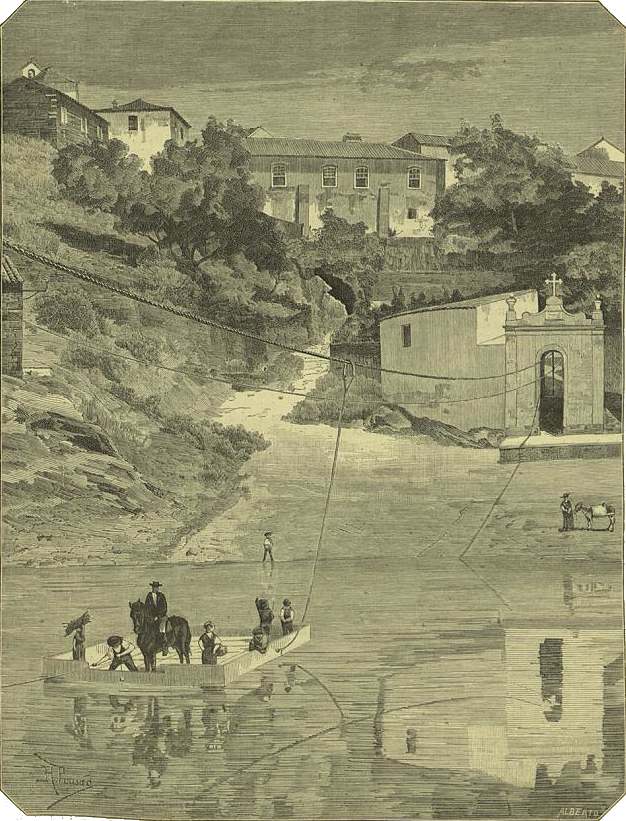
Gravura publicada na revista Occidente, em 1880. A barca está ligada a um cabo guia, enquanto que uma das pessoas a bordo puxa uma corda, de forma a mover a embarcação.

## História
A barca funcionou pelo menos desde o século XVI, sendo referida na crónica de João Cascão sobre a viagem do rei D. Sebastião ao Alentejo e ao Algarve em 1573. Era gerida por uma instituição conhecida por Albergaria da Barca, que terá sido fundada por uma abastada viúva, seguindo desta forma os antigos preceitos religiosos da Idade Média, que preconizavam que os membros mais prósperos da sociedade deveriam deixar em testamento fundos para ajudar a resolver problemas do quotidiano das populações, que em troca deveriam rezar a seu favor, garantindo a salvação da alma do falecido. Com efeito, Pinho Leal refere que «os passageiros teem obrigação de rezar um Padre Nosso e uma Ave Maria, por alma da bemfeitora que legou rendas para custear a albergaria d'esta barca».
Apesar da passagem ser gratuita, a barca ainda assim gerava algumas receitas, uma vez que Pinho Leal menciona que a «É a camara municipal da villa, quem, na conformidade do regulamento da dita albergaria, administra os seus rendimentos». Com efeito, quando o engenheiro Joaquim Poças Leitão propôs a construção da ponte metálica junto a Odemira, numa carta enviada à Câmara Municipal em 21 de Abril de 1881, sugeriu que esta oferecesse os rendimentos anuais da barca, que então amontavam a cerca de 300 mil Réis, como forma de ajudar nas despesas de construção. A administração da barca não incluía só o sistema de transporte, uma vez em que em documentos de 1791 regista-se que o moinho de vento da Preguiça pertencia aos bens da Barca, rendendo um foro de dezoito alqueires. Esta não terá sido a única estrutura deste tipo a ser inventariada nas propriedades da barca, uma vez que em 1834 surge uma referência a um moinho caiado, que segundo o investigador António Martins Quaresma poderá ser o segundo moinho no Cerro dos Moinhos Juntos.
O sistema da barca terá sido utilizado por peregrinos que faziam o percurso até Santiago de Compostela, existindo igualmente em Odemira em hospital dedicado aos romeiros, e uma ermida que ficou afamada pelos milagres atribuídos a Santa Maria. A crónica de João Cascão não regista a presença dos marcos, sendo em vez disso a amarração dos cabos feita através de toros em madeira cravados no chão, nas margens do rio. As estruturas em alvenaria foram construídas em data desconhecida, embora se saiba que no século XVIII foram adquiridos materiais para a reconstrução do padrão na margem esquerda, que tinha sido destruído. Um dos padrões apresenta uma inscrição que indica que foi construído em 1672. Com efeito, o antigo sistema da barca era muito vulnerável aos efeitos das cheias, devido à sua reduzida altitude em relação ao rio, existindo por exemplo um documento que refere que em 1860 a Câmara Municipal adquiriu materiais em cantaria e ferro para construir ou reconstruir o marco no lado ocidental, que já tinha sido derrubado.
Apesar da barca ser a única ligação entre as duas margens do rio, ainda assim começou a tornar-se insuficiente para as crescentes necessidades de transporte a partir de meados do século XIX, sendo considerada como um obstáculo ao desenvolvimento do concelho, em conjunto com a deficiente rede viária. Desta forma, a partir dessa altura começou a ser planeado um conjunto de obras nas vias rodoviárias, que incluíram a construção de uma ponte metálica junto a Odemira, que iria facilitar as comunicações entre a vila e o Sul do país, e substituir o sistema da barca. A ponte entrou ao serviço em Agosto de 1891.
Nos princípios do século XXI esteve em curso o processo para a classificação dos Marcos da Barca de Odemira, mas este foi anulado, tendo o correspondente procedimento sido encerrado por um despacho de 30 de Março de 2006. Em Julho de 2019, a Câmara Municipal apresentou o Plano Estratégico e Operacional de Valorização para o Rio Mira, que inclui um conjunto de intervenções no património natural e histórico ligado àquele curso de água, incluindo a recuperação do antigo sistema da barca, que iria voltar a ser utilizado nas travessias do rio.